# Чурагулова, Зила Султановна
Чурагулова Зила Султановна (1 августа, 1939 год, Новые Карамалы, Аургазинский район, Башкирская АССР),- советский, российский учёный- агрохимик почвовед. Доктор биологических наук (2004). Профессор. Заслуженный лесовод Российской Федерации (2012). Заслуженный лесовод Республики Башкортостан (1997).

## Биография
Чурагулова Зила Султановна (башк. Сурағолова Зиля Солтан ҡыҙы) родилась 1 августа 1939 года в деревне Новые Карамалы (башк. Яңы Ҡарамалы) Аургазинского района Башкирской АССР в семье служащего. В родной деревне Зила окончила начальную школу.
В 1951—1963 годах Зила Султановна прожила с родителями в Таджикистане, куда семья переехала в 1951 году.
После окончания в 1963 году Таджикского государственного сельскохозяйственного института (Душанбе) по специальности инженер-почвовед, Зила Султановна вернулась на родину .
С 1963 года работала инженером- почвоведом,  старшим  инженером -почвоведом Башкирской землеустроительной экспедиции  проектно-изыскательского института “Росгипрозем” (Уфа).
С 1966 года работала в лесной научно-исследовательской экспериментальной производственной  лаборатории  ГБУ РБ “Уфимское лесничество” при Министерстве лесного хозяйства Республики Башкортостан. С 1989 года- заведовала этой лабораторией, одновременно  с 2012 года преподаёт в  Башкирском государственном аграрном  университете.
Доктор биологических наук (2004,тема докторской диссертации «Почвы лесных питомников Южного Урала и оптимизация их лесорастительных свойств»). Профессор кафедры кадастра недвижимости и геодезии ФГБОУ ВО «Башкирский государственный аграрный университет» . Заслуженный лесовод Российской Федерации (2012). Заслуженный лесовод Республики Башкортостан (1997).

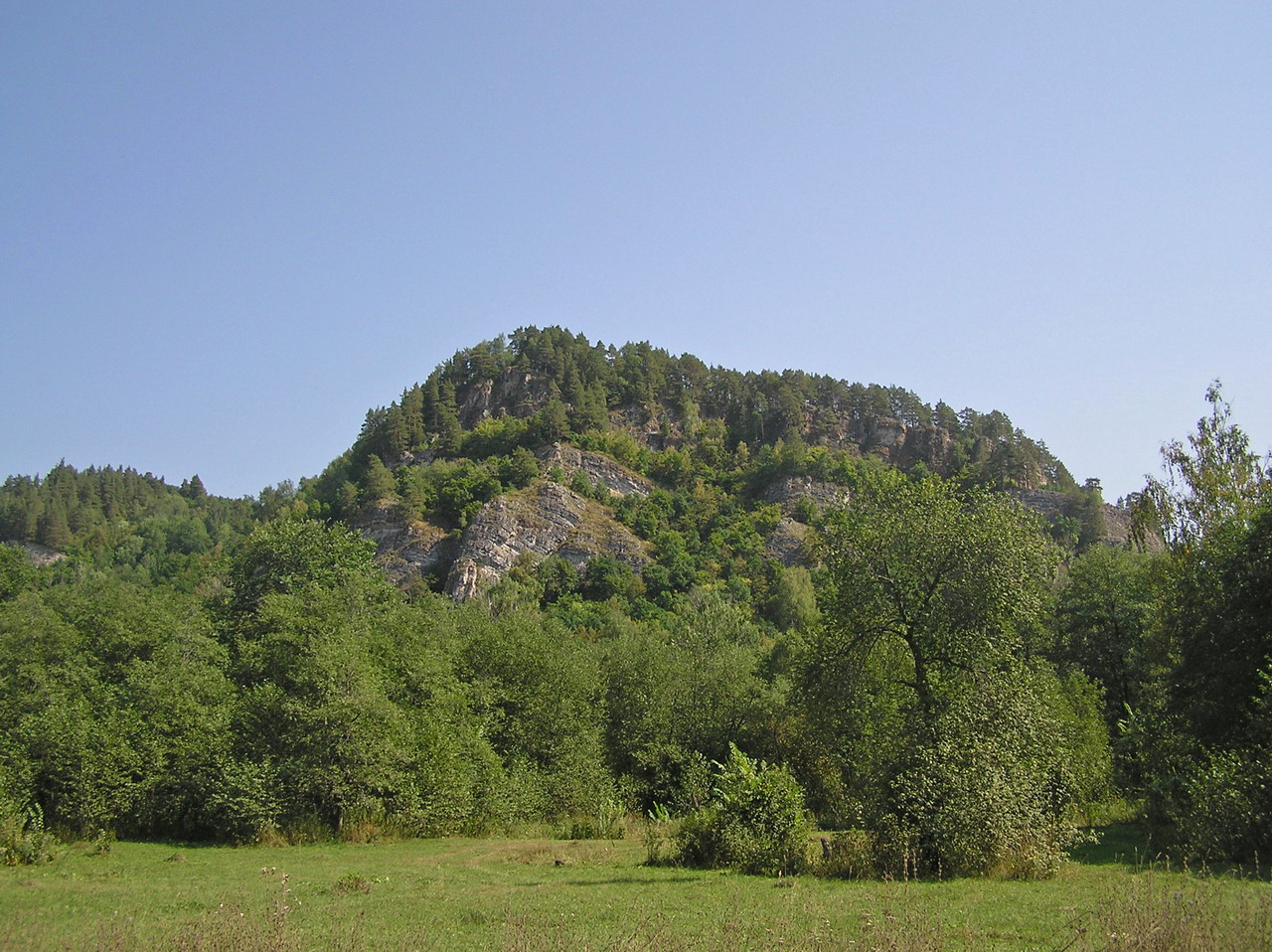
Леса в Ишимбайском районе Республики Башкортостан

Возвращать к жизни усталую почву — в этом видит своё предназначение «лекарь земли» Зила Султановна Чурагулова.

## Научная деятельность
Научная деятельность З.С.Чурагуловой  посвящена почвенному и агрохимическому  исследованию  лесных питомников, лесонасаждений, диагностике минерального питания древесных растений, разработке рекомендаций по лесохозяйственным и лесовосстановительным  мероприятиям, полезащитного лесоразведения, рекультивации деградированных почв, нарушенных земель различного пользования .
Более 55 лет своей жизни Зила Султановна Чурагулова посвятила изучению почв лесных угодий (которые занимают 42 % териитории Республики Башкортостан), разработке научных основ оптимизации условий выращивания сеянцев и саженцев древесных растений, плодово-ягодных кустарников в питомниках, теплицах, включая с закрытой корневой системой. Лаборатория, руководимая З. С. Чурагуловой, много лет занималась мониторинговыми исследованиями процессов деградации почв лесных питомников . Эти исследования позволили разработать приемы повышения плодородия и эффективности выращивания посадочного материала. Питомники, обслуживаемые лабораторией неоднократно удостаивались звания «Лучший лесной питомник».
Профессором З. С. Чурагуловой впервые разработана технология выращивания саженцев с закрытой корневой системой для закладки лесосеменных плантаций, а также биологической рекультивации нарушенных земель, создания агро-лесоландшафтов на урбанизированных территориях (2009 г.).
Во многих регионах страны используются разработанные командой З. С. Чурагуловой рекомендации по применению удобрений и современных биопрепаратов — «Почвенные условия выращивания сеянцев и саженцев древесных растений: основы минерального питания» (2014).
Статьи З. С. Чурагуловой, посвященные проблемам лесосбережения и лесного хозяйства, регулярно печатаются на страницах республиканских газет и журналов. Учёный активно занимается экологическим воспитанием молодежи населения.
Меня очень беспокоит судьба нашей планеты, судьба её почвенного покрова. Поэтому я хочу, чтобы было как можно больше учёных – настоящих фанатов своего дела, которые бы на должном уровне занимались сохранением лесов и почв
 (З.С.Чурагулова.) 
Автор свыше 200 научных трудов, 16 монографий.

## Научные труды
- Почвы лесных питомников и пути их рационального использования. М., 1974;
- Почвы лесных питомников Южного Урала: состояние, изменения, оптимизация. М., 2003;
- Почвенно-биологические основы выращивания посадочного материала с закрытой корневой системой для воспроизводства лесов в Башкортостане. Уфа, 2009.
- Полезные растения лесов Башкортостана: опыт использования и выращивания посадочного материала (2013 г.)
- Черноземы оподзоленные и измененные лесорастительных свойств при выращивании посадочного материала[4] (соавт.).
- Экологические условия выращивания сеянцев березы повислой (соавт.)
- Лесорастительные свойства  черноземов слабощелочных тяжелосуглинистых
- Лесорастительные свойства черноземов слабощелочных тяжелосуглинистых Хеномелес маулея (chaenomeles maulei c.k.schneid.)- перспективный интродуцент в условиях Республики Башкортостан (соавт.)

## Почётные звания
- Заслуженный лесовод Российской Федерации (2012).
- Заслуженный лесовод Республики Башкортостан (1997).

## Награды
- Почётный знак «За сбережение и приумножение лесных богатств РСФСР»
- Медаль «Ветеран труда»